# Sinji galeb
 Ovo je glavno značenje pojma Sinji galeb. Za hrvatski dugometražni film iz 1953. godine pogledajte Sinji galeb (1953.).
Sinji galeb (lat. Larus schistisagus) je veliki galeb bijele glave koji se razmnožava na sjeveroistočnoj obali Palearktika, ali putuje daleko van ovog područja van sezona parenja. Izgledom je sličan zapadnom galebu i sjevernopacifičkom galebu. Drugi zamjenski naziv je pacifički galeb, iako se to odnosi i na vrstu južne hemisfere, L. pacificus. Iznesene su tvrdnje o njegovoj (ponekad povremenoj) prisutnosti u cijeloj Sjevernoj Americi, kao i na istočnoj obali Azije (Palearktika). Dana 3. studenog 2012. godine, primjerak je primijećen u Finskoj. Vrsta je prije toga samo tri puta primijećena u Europi.
Ova vrsta s meksičkim galebom dijeli četvrto mjesto na popisu najvećih vrsta galeba. Duljina mu je između 55 i 68.5 cm, raspon krila od 132 do 160 cm, a masa od 1.05 do 1.7 kg. Među standardnim mjerenjima, tetiva krila je 40 to 48 cm, kljun od 4.8 do 6.5 cm, a gležanj od 6 do 7.6 cm. Ima bijelu glavu, trbuh i rep s tamno slatkastosivim leđima i krilima sa širokim bijelim zadnjim rubom. Krila i leđa nešto su tamniji nego kod zapadnih galebova. Donje strane krila imaju uzorak "niza bisera" duž njihovih rubova, što se može vidjeti odozdo kada je ptica u letu. Oči su mu žute. Noge su ružičaste i kratke u usporedbi s nogama galebova sličnog izgleda, a tijelo djeluje stasitije. Kljun je žut s narančasto-crvenom pjegom s donje strane (mjesto pri kraju računa koje pilići kljucaju kako bi potaknuli regurgitativno hranjenje). Perje nezrelih galebova smeđe je boje, slično kao kod velikog galeba, ali blijeđe. 
Specifični naziv schistisagus dolaz iz iz novog latinskog schistus ("škriljevac") i latinskog sagus ("plašt").

## Vanjske poveznice
|  | Zajednički poslužitelj ima stranicu o temi Larus schistisagus    |
|  | Zajednički poslužitelj ima još gradiva o temi Larus schistisagus |
|  | Wikivrste imaju podatke o taksonu Larus schistisagus             |